# Deutsche Gesellschaft zu Göttingen
Die Deutsche Gesellschaft in Göttingen war eine Sprachgesellschaft der Aufklärung, die 1738 im Rahmen des Aufbaus der neu gegründeten Georg-August-Universität Göttingen als Dependance der 1727 von Johann Christoph Gottsched in Leipzig nach dem Vorbild  der „Académie française“ gegründeten Deutschen Gesellschaft ins Leben gerufen wurde.

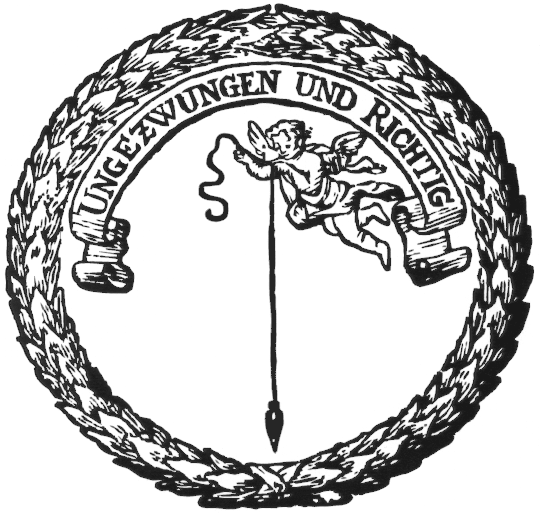
Siegelemblem der Deutschen Gesellschaft zu Göttingen von 1740

Von Johann Lorenz von Mosheim, dem Präsidenten der Leipziger Gesellschaft, war schon 1735 die Gründung einer Göttinger Tochtergesellschaft angeregt worden, was aber erst nach der Berufung Johann Matthias Gesners an die Universität Göttingen und der von ihm initiierten Einrichtung eines Philologischen Seminars umgesetzt werden konnte. Mit Gesner stand ein geeigneter Präsident zur Verfügung und die Seminaristen kamen als mögliche Mitglieder für die Deutsche Gesellschaft zu Göttingen in Frage. Am 18. August 1738 wurden die Gründungsstatuten unterzeichnet, und am 13. Februar 1740 erhielt die Gesellschaft die offizielle Bestätigung durch den hannoverschen Landesherrn und Kurfürsten Georg August, in Personalunion auch als Georg II. König von Großbritannien. Durch diese herrschaftliche Anerkennung und Inkorporation wurde die Gesellschaft siegelführend.  Sie bestand, mit einer Zäsur aufgrund des Siebenjährigen Krieges (1759–1761), bis zum Jahr 1791.